# 原洋史
原 洋史（はら ひろし、7月10日 - ）は、日本の俳優。現在フリー。身長168cm、体重58kg。特技はチェス、バク転。趣味は料理、写真撮影、乗馬（日本乗馬ライセンス5級取得）。神奈川県出身。

## 出演

### テレビ
- テレビ東京「ゴッドタン「バカヤロウ徒競走」」
- 教育テレビ「天才てれびくんMAX」
- 日テレドラマコンプレックス「ハチ」
- ロケットボーイズ
- おじいちゃん先生
- エリートヤンキー三郎
- TBSドラマ「シンデレラになりたい」
- 京都能楽殺人事件（ハイカー）

### 映画
- 講談少年パパンパン
- 五月の空
- 名無しの十字架

### 舞台
- 童Ri夢-2005-
- あーぶくたった、にぃたった
- 阿呆浪士
- 童Ri夢-2006-
- ろまんす
- 某!脱幡中
- PRODUCE UNIT JOE Company 8 『THE KIDS』
- 四谷於岩稲荷田宮神社勧進奉納舞台 なぞらえ屋〜不思議底七歌〜（2011年4月1日-3日、吉祥寺 前進座劇場） - ディートル・ダム 役（松井謙典とのダブルキャスト）
- トキタ荘の冬
- 恋するロビンソン
- Theatre劇団子 劇団創立20周年記念 第29回公演「落人たちのブロードウェイ」（2012年9月13日 - 17日、紀伊國屋ホール）

### ゲーム
- TAITO「マジカルミュージック」（ミスターハット）
- PSP「桜花センゴクPortable」
- ラブラブル ～lover able～

### その他
- 熱狂の日 音楽祭2005
- iJockeyシリーズ コント集団「ちろり倶楽部」